# Hidzsikata Tosizó
Hidzsikata Tosizó (japánul: 土方歳三 一, Hepburn-átírással: Hijikata Toshizō; 1835. május 31. – 1869. június 20.) japán szamuráj az Edo-korban. Tehetséges kardforgató, a híres Sinszengumi (japánul: 新選組, Hepburn-átírással: Shinsengumi) helyettes-kapitánya és egyik alapítója, aki szembe szállt a Meidzsi-restaurációval.

## Fiatalkora
Hidzsikata Tosizó Jositojo 1835. május 31-én született (mai időszámítással), Hinóban, Tokió egyik külvárosában. Hat testvére közül ő volt a legfiatalabb. Édesapját, aki jómódú földesúr volt, nem ismerte, mert nem sokkal születése előtt halt meg, valószínűleg gümőkór okozta a halálát. 1840-ben édesanyját is elvesztette, ezért idősebb bátyjához  és annak feleségez került, akik felnevelték a fiatal fiút.
Hidzsikata kiemelkedő tudással rendelkezett, a kor átlag japánjaihoz képest, emellett úgy tartják, hogy meglehetősen jóképű is volt.
Ifjúkorát Isida Szanjú családjánál töltötte, aki munkáját tekintve, mondhatni gyógyszerészeti és orvosi feladatokat látott el. Ennek köszönhetően Hidzsikata igen jártas volt különféle gyógynövények- és sérülések ellátásának mikéntje terén. A családnál töltött idő alatt magától kezdett kendzsucut (=kardforgatás) tanulni és gyakorolni. Nővére férje, Szató Hikogoró támogatta és sikerült bejuttatnia a Tennen Risin-rjú (kardforgatási stílus) dódzsójába, mely Hinóban állt. Satónak köszönhetően megismerkedett Kondó Iszamival (japánul: 近藤 勇, Hepburn-átírással: Kondō Isami), és 1859-ben hivatalosan is beiratkozott a Tennen Risin-rjú Sieikanba.

## Sinszengumi
1863-ban Hidzsikata és Kondó Iszami megalapították a később híressé vált katonai szervezetet, a Sinszengumit, mely fennállása során hűségesen támogatta a Tokugava-sógunátust. Kondó és rajta kívül még két másik ember, Szerizawa Kamo (japánul: 芹沢 鴨, Hepburn-átírással: Serizawa Kamo) és Ními Nisiki (japánul: 新見 錦, Hepburn-átírással: Niimi Nishiki) lettek a csapat vezetői, mellettük pedig Hidzsikata mint helyettes vezető szolgált. A Sinszengumi egyfajta különleges rendőri erőként tevékenykedett Kiotóban, s harcoltak a reformerek ellen, Aizu daimjójának, Macudaira Katamori (japánul: 松平 容保, Hepburn-átírással: Matsudaira Katamori) keze alatt.
Később azonban Serizavának és Níminek köszönthetően az alakulatot egyre inkább bírálatokkal becsmérelték. A két vezető egyre több harcot generált a városban, több alkalommal is pénzt csikartak ki kiotói kereskedőktől és nem utolsósorban rendkívül sokat ittak. Ezek miatt a vezetők és maga a csapat kezdeti hírneve romlani kezdett és az emberek gúnynevet adtak rájuk, és csak "Mibu Farkasai"-ként (japánul: 壬生狼, Hepburn-átírással: Miburō) kezdték őket emlegetni. Hidzsikata annak érdekében, hogy csapatuk hírnevét némiképp javítsa, bizonyítékok után kutatott Ními ellen, s miután elegendőt talált róla, megparancsolták neki, hogy szeppukut (rituális öngyilkosságot) hajtson végre magán. Azonban Szerizavát és követőit a háttérben intézve egy éjjel meggyilkolták. Ezután a Sinszengumi egyedüli vezetője, parancsnoka Kondó Iszami lett, mellette pedig ugyanúgy Hidzsikata Tosizó mint parancsnokhelyettes tevékenykedett.
1864 júniusában (holdnaptár szerint), a Sinszengumi az Ikedajai incidens során vált ismertté, mikor csósui szamurájokat tartóztattak le, akik aznap este épp taktikai megbeszélést tartottak. Az incidens ismert még Ikedaja Dzsiken néven.
Az idő haladtával az alakulat 140 emberre nőtte ki magát, köztük számos olyan tag volt, aki egyáltalán nem szamuráj családból származott. Voltak mezőgazdasági termelők és kereskedők is, akik megélhetése veszélybe került a Tokugava-sógunátus bukása után.
A Sinszengumi szigorú szabályokat, rendeleteket állított fel, a csapaton belül is, s Hidzsikata, mint később elhíresült "Démoni Parancsnokhelyettes" [鬼の副長; Oni no fukucsó] és "A Sinszengumi Démona", keményen be is tartatta azokat. Sokan nem tudtak a szigorú szabályok szerint élni, így akadtak szökevények és árulók is, akiket szeppuku általi halálra ítéltek. Később ez történt Yamanami Keiszukével (japánul: 山南 敬助, Hepburn-átírással: Yamanami Keisuke) is, aki Hidzsikata mellett szintén parancsnokhelyettesi címet viselt, 1863-tól 1865-ig. Viszont szökési kísérlete miatt 1865-ben szeppukut kellett elkövetnie (Okita Szódzsi fejezte le a végrehajtás után, aki rendkívül közel állt hozzá).

## Halála
Miután Kondó Iszami megadta magát a Császári Hadseregnek, 1868. május 17-én (holdnaptár szerint: április 25-én) kivégezték. Ezután Hidzsikata vette át a parancsnokságot, és ő vezette a csapatokat a végső csatába az új kormány ellen. Egy kis idő után Szendaiba ment, ahol csatlakozott Enomoto Takeaki flottájához. Ekkor már tudta, hogy vesztes csatába rohan és orvosa, Macumoto Rjodzsun is erősítette ebben a hitben szavaival: "Nem fogok harcolni a győzelemért. A Tokugava kormány hamarosan összeomlik. Szégyen lenne, ha senki se lenne hajlandó vele menni. Ezért kell mennem. Életem legjobb csatáját fogom megvívni, mielőtt ennek az országnak vége lenne." Hidzsikata nem hátrált meg és tovább folytatta küzdelmét, jól mutatva ezzel a sógun és az ország iránti hűségét.
1868 októberében, a Hakodate-i csatában Hidzsikata és Ótori Keiszuke által vezetett Sogunate csapat elfoglalta a Gorjókaku erődöt. Mikor a rövid életű Edo Köztársaság megalapult decemberben, Hidzsikata lett a hadsereg miniszterelnök-helyettese. A forradalom végső összecsapása 1869. június 20-án (holdnaptár szerint: május 11.) zajlott, melynek során Hidzsikatát a lova hátán hátba lőtték, s életét vesztette. Egy héttel halála után a Gorjókaku erődöt visszavették, az Edo Köztársaság pedig megadta magát a Meidzsi kormánynak 1869. június 27-én. Hidzsikata halálával a Sinszengumi végleg megszűnt.
Nem tudni, hogy Hidzsikatát eredetileg hová temették, síremléke Tokióban van az Itabasi Állomáshoz közel, Kondó Iszami mellett.

## Jellemzése

### Külső megjelenése
Hidzsikatáról azt tartották, hogy úgy néz ki, mint egy színész és annyira jóképű, hogy az már szinte hihetetlen. A nők mindig utána fordultak, akárhova ment is, és elsőre beleszerettek. Az arca sápadt volt, a haja ébenfekete. Körülbelül 165–167 cm magas lehetett, az átlag magasság 154–158 cm között volt ekkor, ezért összehasonlítva a többi japán férfival a legtöbbjüknél jóval magasabb volt.
Nagyon ízlésesen öltözködött. Ha valaki látta Kiotóban, az gondolták róla, hogy egy daimjó. Ilyenkor fekete kimonót viselt, hakamával, ami szendaiharai selyemből készült.

### Személyisége
Hidzsikatára gyakran utalnak a Sinszengumi „Démoni Helyettes Parancsnokaként” a kegyetlen természete miatt. A feljegyzések szerint egyenes, őszinte ember volt, aki keveset beszélt és ritkán nevetett vagy mosolygott. Soha nem viselkedett úgy, ami egy szamurájhoz ne illene, még akkor sem, amikor egyedül volt. Ezek miatt gondolták sokan, hogy sokkal szigorúbb, mint amilyen valójában volt. Akik találkoztak vele, általában kedves és szeretetreméltó embernek írták le. Mikor Hakodatéba ment, ezek a tulajdonságai észrevehetőbbé váltak. Az egyik Sinszengumi tag, Nakadzsima Nobori írja, hogy milyen „szelíd” lett, ez a felirat található a Hidzsikatáról készített híres festményén is.
Ez nem azt jelenti, hogy unalmas személyiség lett volna. Mint vezető, karizmatikus, inspiráló, hűséges volt és feltétlenül megbízott a követőiben. Hakodatéban a csapata rajongott érte, ezt az is bizonyítja, hogy amikor meghallották a halála hírét, „úgy sírtak, mint a babák, akik elveszítették az anyjukat”.
A kiotói évek alatt a beosztottjai azt gondolták, hogy a módszerei túlságosan drasztikusak és erőszakosak. Macumoto Rjódzsun - a Tokugava-sógunátus egyik orvosa, aki időnként kezelte a Sinszengumi tagjait – azon a véleményen volt, hogy Hidzsikata nélkül a csoport sokkal hamarabb szétesett volna. A jelenléte általában elég volt ahhoz, hogy megóvja Kondót attól, hogy súlyos hibát kövessen el, amely lehetetlenné tette volna a parancsnoknak, hogy jó kapcsolatot ápoljon a csoport többi tagjával. Amikor Nagakura és mások petíciót nyújtottak be Kondó ellen, egy szó sem hangzott el Hidzsikatával szemben.
Időnként kicsit sötét és fura humora volt.  Egyik alkalommal küldött egy csomagot a Sieikan dódzsóban tanuló diákoknak azzal az üzenettel, hogy „Küldtem nektek valami értékeset”. Amikor kinyitották, kiderült, hogy egy köteg szerelmes levél található benne, amelyet kiotói nők írtak a „Démoni Helyettes Parancsnoknak”. A diákok ezt nagyon viccesek találták és kijelentették, hogy „Tosi-szan szerzett még egy pontot”.
Mindent összevetve Hidzsikata nagyon nyugodt személyiség volt és soha nem járt el meggondolatlanul, még akkor sem, ha közvetlen szemben állt a veszéllyel. Nagyon ritka volt, hogy kijött a sodrából, toleráns embernek tartották. Habár a sógunátus úgy gondolta, hogy a parancsnok helyettest nehezebb irányítani, mint magát a parancsnokot.
Sok történet maradt fenn a csatatéren tanúsított bátorságáról, a legbátrabb embernek nevezték a harcok során. Ennél is jobban ismertek voltak a stratégiai képességei és eredményessége. Az egyik rokona, Hasimoto Maszano szerint Hidzsikata rengeteg könyvet olvasott, azonban a hadviselés ismerete vele született képessége volt. Hidzsikata harci képességei nagy hatással voltak a francia Jules Brunetre is, aki úgy gondolta, hogy Hidzsikata egy „igazi harcos”, és azt gondolta, egy európai seregben biztosan tábornok lenne belőle.
Egy másik említésre méltó vonása volt a praktikusság. Könnyen elfogadta az új ötleteket, ha látott bennük lehetőséget.

### Harcművészete
Nincsenek pontos feljegyzések arról, hogy Hidzsikata mikor csatlakozott a Sieikan dódszóhoz. Kodzsima Sikanoszuke feljegyzései szerint 17 éves kora körül léphetett be, azonban az iskolai nyilvántartása ezt nem bizonyítja. Az utóbbi szerint 1859-ben, 24 éves korában csatlakozott.  Hidzsikata maga sohasem teljesen sajátította el a Tennen Risin-rjú kardforgatási stílust, azt mondta, hogy erre alapozva kifejlesztette a saját harcstílusát, a "Sinszengumi-Kendzsucu" stílust. Azt mondják, hogy tanára, Kondó Súszuke nem volt megelégedve ezzel a kevert stílussal és legszívesebben elölről kezdte volna Hidzsikata oktatását. Azonban így is úgy gondolták, hogy félelmetes ellenfél.

### Kardjai
Tosizó kedvenc kardját Aizu Kaneszada kardkovács készítette. Ennek a kardnak a neve Izumi no Kami Kaneszada (japánul: 和泉守兼定 Hepburn-átírással: Izumi no Kami Kanesada). Ma Isidában található a családi házban, úgy hiszik, hogy ott hagyta, amikor elindult a Kófu kastélyba. Feltételezik, hogy volt egy rövid kardja is, amelyet Kunihiro Horikava (japánul: 堀川国広 Hepburn-átírással: Kunihiro Horikawa) néven említenek, azonban a pengéje olyan anyagból készült, amit csak egy daimjó engedhetett meg magának. Ezért úgy vélik, hogy ez hamisítvány.
Amikor elindultak Kiotóba, elvileg Hidzsikatának nem volt kardja, ezért kölcsön kellett kérnie egyet. Ugyanakkor azt tudjuk, hogy 1863 októberére már mind a két kard a birtokában volt.

## Érdekesség
Mielőtt a végső csatába vonult, rábízta Icsimura Tecunoszukéra (1867-ben csatlakozott valójában a Sinszengumihoz) minden tárgyát, így neki köszönhetően maradtak fent a férfi versei, öltözékei, fegyverei, iratai, amiket a Hidzsikata Tosizó múzeumban lehet megtekinteni.
Magányában szeretett haikukat írni, amik a mai napig fennmaradtak, többek között ez is, ami bizonyít mindent, amit vallott életében.
„Bár testem Ezo szigetén enyész, lelkem Uramat őrzi keleten.”
Hogjoku álnéven írta a haikukat. Mielőtt elhagyta Kiotót, összeállított egy gyűjteményt, amelyet a családjánál hagyott. A legtöbben azok közül, akik olvasták, azt mondják, hogy a művei nem túl jók.
Úgy gondolták, hogy szereti a szilvát, mivel a legtöbb általa írt haikuban a virágára utal. Ezenkívül egy virág volt faragva a kardjának a kézvédőjére, a kardhüvelye is virágmintákkal volt díszítve. A kedvenc színe a piros volt és a maszkjára is, amelyet az edzések közben viselt, piros zsineg volt csomózva. Egyik kedvenc étele a takuvan (ecetes retek), különösen az, amelyet a Hasimoto rokonok készítettek.

## Nevek
- Igazi név - Jositojo
- Álnév - Hogjoku
- Alternatív név – Hajato Naito
- Kaimjo ((japánul: 戒名 Hepburn-átírással: kaimyo) posztumusz név) – Szaisin Inden Szeizan Jositojo Daikodzsi (japánul: 歳進院殿誠山義豊大居士 Hepburn-átírással: saishin inden seizan yoshitoyo daikoji)

Hidzsikata akkor vette fel a „Hajato Naito” nevet, amikor 1868. március 1.-jén magas rangot kapott a Tokugava-sógunátustól. Valószínűleg azért a „Hajatót” választotta a vezetéknevének, mert az apja nevének a része volt. Kondó kivégzése után visszatért az eredeti neve használatához.
A „kaimjo” nevét Macudaira Katamori választotta. Hatalmas megtiszteltetés volt ez Hidzsikata számára egy farmer fiaként, mivel ilyen nevet csak a daimjók kaptak.

## Ábrázolás a médiában
A Sinszengumi ábrázolás rendkívül népszerű témává vált a filmekben, televíziós sorozatokban, mangákban és animékban, kezdve a történelmi drámáktól, a vígjátékokon át, egészen a romantikus műfajokig. Hidzsikata, mint a csapat vezetője, általában kiemelkedő karakter az efféle produkciókban. Mint szigorú helyettes-kapitány, ábrázolásmódja általában mindegyik műben megegyezik, kiemelve rátermettségét, kiállását, szigorát, keménységét, kardforgató tudását, harciasságát és véreskezűségét.
Egyik leghíresebb alkotás a Shinsengumi! című sorozat, melyet 2004. januárja és decembere között adtak a japán állami NHK csatornán. 49 részt ért meg, plusz egy speciális részt, amit 2006-ban vetítettek a tévében, Hijikata Toshizo Saigo no Ichinich címmel (=Hidzsikata utolsó napja). Maga a film Perry hajóskapitány és a "Fekete Hajók" érkezésével veszi kezdetét, s innentől felöleli a Sinszengumi katonai alakulat életét, történelmileg hiteles módon. A filmben Hidzsikata Tosizó szerepét Jamamoto Kodzsi játszotta.
A Peacemaker Kurogane című manga ill. anime egy történelmi témájú sorozat, mely Icsimura Tecunoszuke (japánul: 市村 鉄之助, Hepburn-átírással: Ichimura Tetsunosuke) történetét dolgozza fel, aki csatlakozik a Sinszengumihoz, hogy megbosszulja szülei halálát. Ebben a feldolgozásban a helyettes-kapitányt egy mogorva, erős, keménykezű, nagy elvárásokkal élő, démoni személyként ábrázolják, aki nem kíméli a főszereplőt. Ez az alkotás mondhatni történelmileg hiteles alkotás, a főszereplő pedig az a bizonyos Icsimura Tecunoszuke, akinek Hidzsika a halála előtt odaadta az életrajzát. Neki köszönhetően ismerjük ma Hidzsikata Tosizót.
Feltűnik a Kaze Hikaru történelmi mangában is, melynek főszereplője egy lány, aki fiúnak öltözve csatlakozik a Sinszengumihoz. Hidzsikatát itt is, mint a legtöbb produkcióban, ugyanolyan szigorúnak ábrázolják, bár talán kicsit kedvesebb a megjelenése, mint a legtöbb ábrázolásnál.
A Hakuóki című anime/visual novel sorozatban is megjelenik Hidzsikata Tosizó karaktere, mint egy szűkszavú, kimért, némiképp mogorva, magába forduló alak. Külön megemlítendő, hogy külső ábrázolásmódja teljesen eltér valós külsejétől, ugyanis ez a mű főképp a női nézőknek készült, így minden egyes karaktert ehhez mérten igazítottak, hogy megkapóak legyenek a rajongók számára. Emellett még a főbb történelmi eseményeken kívül, hitelessége nem a legjobb, ugyanis az izgalom kedvéért természetfeletti jelenségekkel színezték meg.
Egyéb művek, amikben feltűnik: Gohatto (film), Gintama, Ryo, Hinata no Ookami (a Sinszengumi egy újabb története, melynek középpontjában Hidzsikata áll), Strength, Hijikata Toshizo: Shiru no Kiseki

## Fordítás
- Ez a szócikk részben vagy egészben  a   Hijikata Toshizō című angol Wikipédia-szócikk fordításán alapul.  Az eredeti cikk szerkesztőit annak laptörténete sorolja fel. Ez a jelzés csupán a megfogalmazás eredetét és a szerzői jogokat jelzi, nem szolgál a cikkben szereplő információk forrásmegjelöléseként.
- Ez a szócikk részben vagy egészben  a(z)   土方歳三 című japán Wikipédia-szócikk fordításán alapul.  Az eredeti cikk szerkesztőit annak laptörténete sorolja fel. Ez a jelzés csupán a megfogalmazás eredetét és a szerzői jogokat jelzi, nem szolgál a cikkben szereplő információk forrásmegjelöléseként.